# Nationaal park Axios-Loudias-Aliakmonas
Nationaal park Axios-Loudias-Aliakmonas (Grieks: Εθνικό Πάρκο Δέλτα Αξιού-Λουδία-Αλιάκμονα, Ethnikó párko Délta Axioú-Loudía-Aliákmona) is een nationaal park in Griekenland in de regio Centraal-Macedonië ten zuidwesten van Thessaloniki, aan de Golf van Thermaïkos. Het park werd opgericht in 2009 en is 338 000 hectare groot. Het omvat de delta's van de Axios en de Aliakmonas, de mondingen van de Loudias en de Gallikos, de Kalohori-lagune, het Nea Agathopouli-moeras en het Alyki Kitrous-moeras. Het park (met zijn lagunes, moerassen, delta's, duinen en oeverbos) valt onder de Conventie van Ramsar en is Natura 2000-gebied. In het park komen meer dan 350 plantensoorten voor zoals strandnarcis en zeekraal. Er leven 27 soorten zoogdieren (otter, soeslik, vos, goudjakhals), en ook 27 soorten amfibieën en reptielen. In de zandduinen van Alyki Kitrous leeft een van de grootste populaties Griekse landschildpad van Europa. Het park ligt op een trekvogelroute en telt een grote vogelpopulatie (295 vogelsoorten waarvan er 103 ook nestelen), met onder andere ralreiger, zwartkopmeeuw, purperreiger, vorkstaartplevier, clanga, witoogeend, taling, smient, tadorna, wilde eend, krakeend,  dwergaalscholver, scholekster, strandplevier, kroeskoppelikaan en zeearend. In de Axiosdelta komen ook wilde paarden voor.